# Saint-Cyr (Alta Vienne)
Saint-Cyr è un comune francese di 742 abitanti situato nel dipartimento dell'Alta Vienne nella regione della Nuova Aquitania.

## Società

### Evoluzione demografica
Abitanti censiti